# Lista över konstutbildningar i Sverige

## Konsthögskolor
- Konstfack, Stockholm, självständig högskola för konst, konsthantverk och formgivning
- Geijerskolan, Ransäter
- Kungliga Konsthögskolan, Stockholm, självständig högskola för konst och arkitektur
- Konsthögskolan i Malmö, institution inom Lunds universitet
- HDK-Valand, institution för konst, foto och film inom Konstnärliga fakulteten vid Göteborgs universitet
- Högskolan för design och konsthantverk, Göteborg, institution för konsthantverk och formgivning inom Konstnärliga fakulteten vid Göteborgs universitet,
- HDK Steneby, Dals-Långed, utbildningar knutna till Högskolan för design och konsthantverk
- Konsthögskolan i Umeå, enhet inom Umeå universitet
- Designhögskolan i Umeå, enhet inom Umeå universitet
- Beckmans Designhögskola, Stockholm, privat högskola
- Stockholms konstnärliga högskola

## Yrkeshögskolor
- Formakademin i Lidköping, privat, branschägd yrkeshögskola för formgivning
- The Swedish Academy of Realist Art, Simrishamn

## Förberedande konstskolor med statlig finansiering 2015[1]
- Dômen konstskola, Göteborg, privat, stiftelseägd skola för måleri, skulptur och grafik
- Falkenbergs konstskola
- Gerlesborgsskolan, Tanum och Stockholm
- Gotlands konstskola, Visby
- Grafikskolan i Stockholm
- Göteborgs konstskola
- Konstskolan Idun Lovén, Stockholm, privat målarskola
- Konstskolan Linnea, Skarpnäcks folkhögslola, Stockholm
- KV konstskola, Göteborg
- Lunds konst- och designskola
- Nyckelviksskolan, Lidingö, privat skola för konst, konsthantverk, arkitektur och formgivning
- Pernbys målarskola, Stockholm
- Stenebyskolan, Dals Långed
- Sundsvalls konstskola
- Umeå konstskola
- Västerås konstskola
- Örebro konstskola, Örebro
- Österlenskolan för konst och design, Simrishamn

## Övriga förberedande konstskolor
- Basis Konstskola, Stockholm
- Geijerskolan, Ransäter
- Capellagården, Mörbylånga
- Edsvik konstskola, Sollentuna
- Eskilstuna folkhögskola
- Forsbergs skola, Stockholm
- The Florence Academy of Art, svensk filial, Mölndal, måleri- och skulpturskola
- Gamleby Fotoskola, Gamleby
- Grimslövs folkhögskola, Grimslöv
- Gustavus Primus målarskola, Göteborg
- Hjo folkhögskola
- HV Skola, Stockholm
- Katrinebergs folkhögskola, Hallands konstskola, Halmstad
- Konstskolan i Kristianstad
- Kulturama, Stockholm
- Kyrkeruds folkhögskola, Årjäng
- Liljeholmens folkhögskola, Rimforsa
- Kävesta folkhögskola, Örebro
- Lunnevads folkhögskola, Linköping
- Mullsjö folkhögskola, Mullsjö
- Munka folkhögskola, Munka-Ljungby
- Norrköpings konstskola
- Konstskolan Paletten, Göteborg
- S:t Sigfrids folkhögskola, Växjö
- Sigtuna folkhögskola
- Solviks folkhögskola, Frostkåge
- Konstskolan i Stockholm
- Sunderby folkhögskola, Södra Sunderbyn
- Sundsvalls konstskola
- Sätergläntan, Insjön, skola för konsthantverk och hemslöjd
- Sörängens folkhögskola, Nässjö
- Vårdinge by folkhögskola, Mölnbo
- Väsby konstskola, Upplands Väsby
- Växiö design- och konstskola
- Ågesta folkhögskola, Stockholm
- Åredalens Folkhögskola, Undersåker. Konstutbildningar i Åredalen och i Frankrike
- Ölands folkhögskola, Färjestaden
- Önnestads Konstskola, Kristianstads kommun
- Östra Grevie folkhögskola , Vellinge kommun

## Nedlagda konstskolor
- Académie Libre, Stockholm
- Geijerskolan, Ransäter
- Althins målarskola, Stockholm
- Signe Barths målarskola, Stockholm
- Maj Brings målarskola, Stockholm
- Lena Börjesons skulpturskola, Stockholm
- Essem-skolan, Malmö
- FIDU Förberedande industridesignutbildning, Hällefors
- Grundskolan för konstnärlig utbildning, Stockholm
- Isaac Grünewalds målarskola, Stockholm
- Hjorths och Möllerbergs skulpturskola (1930-1934)
- Konstnärsförbundets skola, Stockholm
- Axel Kulles målarskola, Stockholm
- Edvin Ollers målarskola, Stockholm
- Skånska målarskolan, Malmö
- Carl Wilhelmsons målarskola, Stockholm
- William Zadigs skulpturskola, Malmö

## Tidigare namn på existerande institutioner
- Anders Beckmans Reklamskola, nuvarande Beckmans Designhögskola
- Atelier Stockholm
- Edvard Berggrens Målarskola, nuvarande Konstskolan Idun Lovén
- Berggrens och Larssons Konstskola, nuvarande Konstskolan Idun Lovén
- Konstskolan Brage, Umeå (1977-79, föregångare till Konsthögskolan i Umeå, 1987 -)
- Fetcos skola för bildande konst, tidigare namn på Konstskolan i Stockholm
- Konstskolan Forum, Malmö, föregångare till Konsthögskolan i Malmö
- Hovedskous målarskola i Göteborg, nuvarande Göteborgs Konstskola
- Göteborgs Musei Ritskola, nuvarande Konsthögskolan Valand
- Göteborgs Musei Rit- och Målarskola, nuvarande Konsthögskolan Valand
- Högre konstindustriella skolan i Stockholm, del av dåvarande Tekniska skolan, nuvarande Konstfack
- Konstakademien i Stockholm. (1735-1978). Utbildningsdelen avskild 1978 till den nybildade Kungliga Konsthögskolan
- Konstfackskolan i Stockholm, nuvarande Konstfack (1945-93)
- Konsthögskolan i Stockholm, nuvarande Kungliga Konsthögskolan
- Konstskolan Forum i Malmö, nuvarande Konsthögskolan i Malmö
- Otte Skölds målarskola, nuvarande Pernbys målarskola
- Slöjdföreningens skola i Göteborg, nuvarande Högskolan för Design och Konsthantverk vid Göteborgs Universitet
- Svenska Slöjdföreningens skola i Stockholm, nuvarande Konstfack (1845-  )
- Slöjdskolan i Stockholm, nuvarande Konstfack (1860-79)
- Tekniska skolan i Stockholm, nuvarande Konstfack (1869-1945)
- Tekniska söndags- och aftonskolan i Stockholm, nuvarande Konstfack (  - 1860)

- Valands konstskola, nuvarande Konsthögskolan Valand
- Tekniska skolan i Lund, nuvarande Polhemsskolan i Lund